# Mary (Saône-et-Loire)
Mary ist eine französische Gemeinde mit 282 Einwohnern (Stand: 1. Januar 2022) im Département Saône-et-Loire in der Region Bourgogne-Franche-Comté (vor 2016 Bourgogne); sie gehört zum Arrondissement Autun (bis 2017: Chalon-sur-Saône) und ist Teil des Kantons Blanzy (bis 2015 Mont-Saint-Vincent).

## Geografie
Mary liegt etwa 31 Kilometer südöstlich von Autun. Umgeben wird Mary von den Nachbargemeinden Mont-Saint-Vincent im Norden und Nordwesten, Collonge-en-Charollais im Norden und Nordosten, Joncy im Osten, Saint-Martin-la-Patrouille im Südosten, Saint-Marcelin-le-Cray im Süden und Südosten, Le Rousset-Marizy im Süden und Südwesten sowie Gourdon im Westen und Nordwesten.

## Bevölkerungsentwicklung
| Jahr                      | 1936 | 1954 | 1962 | 1968 | 1975 | 1982 | 1990 | 1999 | 2006 | 2013 | 2019 |
| Einwohner                 | 290  | 235  | 280  | 207  | 199  | 206  | 224  | 217  | 200  | 233  | 263  |
| Quelle: Cassini und INSEE |      |      |      |      |      |      |      |      |      |      |      |